# Katayamalita
La katayamalita és un mineral de la classe dels silicats. Rep el nom en honor de Nobuo Katayama (片 山 信 夫) (Tòquio, 17 de gener de 1910 - 4 de març de 1997), mineralogista i professor a la Universitat Imperial de Tòquio i més tard també a la Universitat de Kyushu.

## Característiques
La katayamalita és un silicat de fórmula química KLi₃Ca₇Ti₂(SiO₃)₁₂(OH)₂. Va ser aprovada com a espècie vàlida per l'Associació Mineralògica Internacional l'any 1982. Cristal·litza en el sistema monoclínic.
Segons la classificació de Nickel-Strunz, la katayamalita pertany a «09.CJ - Ciclosilicats amb enllaços senzills de 6 [Si₆O18]12- (sechser-Einfachringe), sense anions complexos aïllats» juntament amb els següents minerals: bazzita, beril, indialita, stoppaniïta, cordierita, sekaninaïta, combeïta, imandrita, kazakovita, koashvita, lovozerita, tisinalita, zirsinalita, litvinskita, kapustinita, baratovita, aleksandrovita, dioptasa, kostylevita, petarasita, gerenita-(Y), odintsovita, mathewrogersita i pezzottaïta.

## Formació i jaciments
Va ser descoberta a l'illa d'Iwagi, a la prefectura d'Ehime (Japó), i també ha estat descrita al massís d'Hodzha-Achkan, a la regió de Batken (Kirguizstan). Aquests dos indrets són els únics de tot el planeta on ha estat descrita aquesta espècie mineral.